# Europese kampioenschappen kyokushin karate (KWU)
De Europese kampioenschappen kyokushin karate zijn door de Kyokushin World Union (KWU) georganiseerde kampioenschappen voor karateka's.

## Geschiedenis
De eerste editie vond plaats in 2016 in het Servische Belgrado.

## Edities
| Editie | Jaar | Locatie           |
| ------ | ---- | ----------------- |
| 1      | 2016 | Belgrado (Servië) |
| 2      | 2018 | Varna (Bulgarije) |